# Ifjúmunkás
Az Ifjúmunkás 1922–1989 között Romániában kiadott magyar nyelvű folyóirat. Alapítója és kiadója a romániai Kommunista Ifjúsági Szövetség (KISZ) volt.
A 20. század második felében – egyetlen romániai magyar ifjúsági lapként – számos induló fiatal tehetségnek biztosított anyanyelvi fórumot. A „kötelező” politikai agitáción túl publicisztikát,  riportokat, szépirodalmi írásokat, később természettudományos ismeretterjesztő és sportcikkeket is közölt.

## 1922
A KISZ Központi Bizottságának magyar nyelvű országos hetilapja. Alapításának éve 1922, első száma az Erdélyi és Bánáti Ifjúmunkás Szövetség hivatalos lapjaként jelent meg 1922. január 1-jén Kolozsvárt a Gutenberg-nyomda betűivel. Felelős szerkesztője ekkor Tiron Albani, a România Muncitoare egykori budapesti tudósítója, a Kommunisták Romániai Pártja (KRP) alapító tagja, aki a romániai ifjúsági mozgalom lapjait irányította. A tényleges szerkesztési munkát Fehér Sándor nyomdászsegéd, majd Orosz Miklós nyomdászmester végezte. A kéthetenként negyedrét ív alakban megjelenő lapot 16 szám kiadása után betiltották, ettől kezdve megszakításokkal, különböző címek alatt, változó kiadási helyeken jelent meg (illegális mozgalmi sajtó).

## 1929
1929-ben két Ifjúmunkás c. lap is létezett, az illegális központi lap Marosvásárhelyen, a másik az Egységes Szakszervezetek ifjúsági osztályának kiadványaként Bukarestben (1929–30). A KISZ időleges felbomlásának körülményei közt (1937–39) a lapok szüneteltek. I. és II. folyamaira jellemző volt a közvetlen agitatív hang.

## 1948–1950
1948 márciusában indult az Ifjúmunkás III. folyama, újjászervezésével Sebestyén György építészmérnököt bízták meg, ő lett a lap első főszerkesztője. 1949 tavaszától Majtényi Erik, 1950 őszétől Kántor György irányította a szerkesztőség munkáját. Ebben az időszakban a lap munkatársai közt szerepelt Halász Anna, Vajnovszki Kázmér, Blénesi Ernő, Sütő András, Randják József, Molnár Erzsébet, Páskándi Géza, Oroján Sándor, Molnár Vilmos. A 32 000 példányban megjelenő lap az Ifjúmunkás Szövetség kiadványaként a magyar nemzetiségű fiatalok politikai-ideológiai tájékoztatója, művelődési, tudománynépszerűsítő igényeknek is eleget tett.

## 1957–1989
1953-tól kezdve az Ifjúmunkás szerepét az Előre ifjúsági oldala próbálta betölteni. Önálló magyar nyelvű ifjúsági lap újraindításának szükségessége 1957-ben vetődött fel újra. A lap IV. folyamának első főszerkesztője Domokos Géza, a szerkesztőség tagja ebben az időszakban Zöld Lajos, Kincses József, Vajnovszki Kázmér, Molnár Erzsébet, Balogh József, Lázár László, Kovács Erzsébet, Szekeres Lajos, Bárány Róza, Bodor Tamás, D. Harasztosi Éva; mellettük a lap munkatársaként dolgozott hosszabb-rövidebb ideig Bálint Tibor, Király Béla, Lászlóffy Csaba, Hervay Gizella, Oltyán László. A lap ebben az időszakban kezdett igazán ifjúsági réteglappá válni hangvételében, stílusában, grafikájában is. Jelentősen hozzájárultak ehhez az olyan külső munkatársak, mint Beke György, Marosi Barna, akik elsősorban riportjaikkal hívták fel az olvasók figyelmét.
1962-ben  Dali Sándort nevezték ki főszerkesztőnek, fokozatosan megfiatalodott a szerkesztőség – ez idő tájt lett a lap munkatársa a költő Cseke Gábor, a költőként induló Elekes Ferenc riporter, a fiatalok kapcsolatigényére érzékeny Matekovics János. A hangváltáshoz jelentősen hozzájárulnak azok a fiatal újságírók, akik az Ifjúmunkásnál váltak közíróivá, Fejér László, Gálfalvi György, Müller Ferenc, Aradi József, a más lapoktól ideszegődött Kocsis István, Kovács Nemere, Domokos Eszter.
Irodalmi Mellékletet indítottak 1968-ban, havonta megjelenő négy oldalával a fiatal szerzők számára nyitott első intézményes keret volt romániai magyar nyelvű sajtóban. A Forrás-nemzedék írói-költői szinte kivétel nélkül hasábjain jelentkeztek első közléseikkel, az Ifjúmunkás közvetítésével váltak ismertté.
Az 1968-ban főszerkesztővé kinevezett Cseke Gábor irányítása alatt álló szakmailag jól képzett szerkesztőség szívesen olvasott, széles közönség előtt tekintélyes lapot szerkesztett. Más folyóiratokhoz, lapokhoz szegődött szerkesztők helyét tapasztalt újságírók vették át, mint Tar Károly, Nits Árpád, Zsehránszky István, Bodó Barna, Mirk László, Molnár H. Lajos; a fiatalítás okán léptek be a laphoz jó tollú pályakezdők, mint R. László Ferenc, Gergely Tamás, Székely Szabó Zoltán. 1979-től a lap főszerkesztője a korábban a KISZ-apparátusban dolgozó Varga József. A távozó szerkesztők helyét Hadházi Zsuzsa és Nagy L. Róbert vette át. B. Kovács András 1982 és 88 között volt  a lap belső munkatársa.
Az Ifjúmunkás erőssége a riport és az igényes publicisztika volt. Az 1980-as években új jelenség a lapban a fiatal műszaki értelmiségiek tudománynépszerűsítő szerepeltetése, köztük Székely Gyula villamosmérnök. Szorgalmazták az olvasókkal való sokrétű kapcsolatot, egyebek mellett az Ifjúmunkás Matiné rendezvényei és az Ifjúmunkás Fogadónapok segítségével. A lap külleme a művészeti szerkesztők – Gergely Béla, Bencsik János, majd az 1980-as években Pusztai Péter – munkája eredményeképpen a szerény nyomdai lehetőségek ellenére vonzó, fiatalos és ízlésnevelő igyekezett lenni.
Az 1989-es fordulat után megszűnt az Ifjúmunkás, s még a 2000-es években sem lépett a helyébe más magyar nyelvű ifjúsági réteglap.

## A lap publicistáiból
|  |  |  |  | - Jászberényi Emese - László Ferenc (zenetudós) - Majla Sándor - Málnási Ferenc - Mátis Béla - Simó Márton - Simonfi Imre - Sugár Teodor - Sztojka László |  | - Tomcsányi Tibor - Török Miklós - Vajda Ferenc - Veress Albert - Vitus K. György - Vizi Ildikó - Zsehránszky István |